# 生き残るヤツ
『生き残るヤツ』（いきのこるやつ、Born to Win）は、1971年に公開されたアメリカ合衆国の映画。ニューヨークを舞台に、世の中からはみ出した人間たちの悲哀を描く。監督はイヴァン・パッセル。主演はジョージ・シーガルとカレン・ブラック。撮影はタイムズスクエアなどマンハッタンで行われた。
日本でのビデオ発売時の題は『アディクト』。

## あらすじ
麻薬常習者のJは、刑務所を出所してニューヨークに舞い戻ったものの、彼の元妻は麻薬組織の酒場に囲われ、彼自身もヤク欲しさの資金稼ぎに取り組むのだがうまくいかない。
ある夜、駐車中の車を盗もうとしたところを女に声を掛けられ、それが持ち主だったが咎められるどころか誘われて、女の家までついていく。女はパームという売春婦で一夜を共にした。
翌日、街に出ると麻薬密売の元締めギークから麻薬運搬の仕事を持ち掛けられ、貿易商のスタンリーの家までヤクを運んだが、ギークは金はおろかヤクもくれない。怒ったJは親友のビリーと共にスタンリーの家に乗り込んでヤクを奪おうとしたが、張り込んでいた刑事に捕まる。
麻薬課の刑事はJを締め上げ、ギークの逮捕に協力しろと脅かして、約束させて釈放する。Jは仕方なくギークに会いに行くが、ギークから次の仕事を持ち掛けられる。Jとパームとは親密な仲になっていて、仕事に付いていくという彼女を乗せて仕事の途中、待ち伏せたスタンリーに捕まってしまう。
部屋に監禁されたJだったが、窓から向かいのベランダの母娘にサインを送って警察を呼び、ドサクサに紛れて逃げ出しパームの家に転がり込む。
パームは二人で旅に出ようと言うが、Jは禁断症状に震えながら、ギークから金を取り立てることだけを話す。震えるJをパームは抱きしめた。
街に戻ったJはビリーを伴ってヤクを買いに行くが、売人が強盗に早変わりしてナイフを突きつけてきたので、咄嗟にビリーが拳銃を向け逆に有り金をさらってしまう。
やがて刑事は、ヤクの仲買人に化けてギークを罠にかけるから彼をおびき出せと命じたが、用心深いギークは話に乗らず罠は失敗に終わる。
そんなJに売人からヤクの差し入れがあり、Jとビリーは喜びビリーが先に注射するが、突然彼は苦しみ出したちまちこと切れてしまう。ギークが劇薬で殺そうとしたと悟ったJは、恐怖におののきパームの元へ逃げた。
それでも警察からは再度ギーク逮捕への協力を迫られ、しかもパームの車からヤクが発見されたという容疑で彼女は人質として逮捕されてしまう。Jは身動きのとれない立場に追い込まれ路頭に迷うのだった。

## キャスト
※括弧内は日本語吹替（テレビ版）
- J：ジョージ・シーガル（森川公也）
- パルム：カレン・ブラック
- ベロニカ：ポーラ・プレンティス
- ビリー・ダイナマイト：ジェイ・フレッチャー（池田勝）
- ビビアン：ヘクター・エリゾンド
- ダニー：ロバート・デ・ニーロ（富山敬）
- 刑事：エド・マドセン（仁内達之）
- マレーネ：マーシャ・ジーン・クルツ
- スタンリー：アーヴィング・セルブスト
- ハリー：ジャック・ホランダー（仁内達之）
- 男：バート・ヤング
- フィクサー：ポール・ベンジャミン